# Místics espanyols
Els místics espanyols són figures importants en la Contrareforma dels segles XVI i XVII a Espanya. L'objectiu d'aquest moviment era reformar estructuralment l'Església i renovar-la espiritualment. Els místics espanyols van tractar d'expressar en paraules la seva experiència d'una comunió mística amb Crist.
  
Aquests escriptors van tenir una forta influència en el desenvolupament de la llengua espanyola i es diu que van marcar el començament de l'Edat d'Or de la literatura espanyola Al començament d'aquest període, el llenguatge era considerat com a ordinari, però al final, la llengua havia aconseguit el que s'anomena "el gran estil barroc espanyol", que en certes formes (especialment en l'educació formal de les cartes) segueix influint en l'ús de l'espanyol fins a l'actualitat.
A més de ser exemples de santedat cristiana i les principals figures de la literatura espanyola, els místics espanyols també eren reals reformadors de l'Església. Els seus escrits van inspirar una recerca religiosa de Déu basada en el desig més que una obligació i el legalisme medieval, i tres d'ells va passar a fundar o reformar els ordes religiosos que desenvolupen el seu treball a través de diversos continents i segles.
Entre els seus representants podem citar:
* Santa Teresa d'Àvila
* El Castillo Interior
* Camino de Perfección
* Sant Joan de la Creu (poeta)
* Nit fosca de l'ànima
* Subida del Monte Carmelo
* Sant Ignasi de Loiola
* Exercicis espirituals
* Autobiografia
* Sant Francesc de Borja
* Fray Luis de León (poeta)
* Venerable Maria de Jesús d'Ágreda
* Mística ciudad de Dios
* Fernando de Herrera (poeta)
* Luis de Góngora (poeta)